# خانه شیخ خزعل
با بنای معین التجار یا خانه شیخ خزعل اشتباه نشود.
باغ دربندیا خانه شیخ خزعل مربوط به دوره قاجار است و در تهران، میدان قدس، محل تقاطع خیابان دربند و خیابان شهید فناخسرو واقع شده و این اثر در تاریخ ۲ بهمن ۱۳۸۲ با شمارهٔ ثبت ۱۰۸۴۹ به‌عنوان یکی از آثار ملی ایران به ثبت رسیده است.